# Hole-in-the-Wall Park
Hole-in-the-Wall Park är en park i Kanada.   Den ligger i provinsen British Columbia, i den centrala delen av landet, 3 400 km väster om huvudstaden Ottawa. Hole-in-the-Wall Park ligger 745 meter över havet.
Terrängen runt Hole-in-the-Wall Park är huvudsakligen kuperad. Hole-in-the-Wall Park ligger nere i en dal. Trakten runt Hole-in-the-Wall Park är nära nog obefolkad, med mindre än två invånare per kvadratkilometer.. Det finns inga samhällen i närheten. 
I omgivningarna runt Hole-in-the-Wall Park växer i huvudsak barrskog.